# Казачий (ерик, рукав Кубани)
Каза́чий — ерик в Краснодарском крае Российской Федерации, рукав Кубани.

## История
Ерик был выкопан казаками в 1819 году с целью зарыбления и опреснения Ахтанизовского лимана.

## География
Ерик отделяется от Петрушина рукава Кубани за посёлком Закубанский и вливается в Ахтанизовский лиман. На реку приходится около 25 % водного расхода реки Кубань. Вода в реке мутная; берега заросли ивами и камышом. Водятся сом, щука, окунь, карась, чехонь, тарань, а также раки, черепахи, змеи.
К ерику примыкает ландшафтный памятник природы Дубовый рынок, представляющий собой спящий грязевой вулкан.